# 巫術奇觀
《巫術奇觀》是一部1970年的義大利殘酷紀錄片，由路易吉·史卡蒂尼導演。英國演員愛門·普頓擔任影片英文版的旁白。

## 主題
《巫術奇觀》以殘酷紀錄片風格攝製，講述撒旦教儀式在世界各地的發展。內容包含魔鬼崇拜、伏都教、撒旦教會、黑魔法、裸體驅魔和異教儀式。

## 外部連結
- FilmAffinity（英语：FilmAffinity）上《巫術奇觀》的資料 （英文）